# 鮑氏鱗鮃
鮑氏鱗鮃為輻鰭魚綱鰈形目鰈亞目菱鮃科的其中一種，為溫帶海水魚，分布於東北大西洋區，從不列顛群島至西薩哈拉西部海域，棲息深度7-800公尺，本魚背鰭起點更靠近吻尖超過對眼的前緣，背鰭與臀鰭在尾梗的沒有相連，側線形成一個在胸鰭上面的明顯彎曲，背鰭軟條79-86枚，臀鰭軟條65-69枚，體長可達40公分，棲息在泥底質海域，以底棲生物為食，生活習性不明，可做為食用魚。

## 扩展阅读
維基物種上的相關：鮑氏鱗鮃